# Chondrosum simplex
Chondrosum simplex är en gräsart som först beskrevs av Mariano Lagasca y Segura, och fick sitt nu gällande namn av Carl Sigismund Kunth. Chondrosum simplex ingår i släktet Chondrosum och familjen gräs. Inga underarter finns listade i Catalogue of Life.